# دوقية روما
دوقية روما ( باللاتينية : Ducatus Romanus) كانت دولة في الحكم البيزنطي لرافينا. كغيرها من الدول البيزنطية في إيطاليا، كان يحكم هذه الدولة عميل إمبراطوري يحمل لقب الدوكس . كثيرا ما اشتبكت الدوقية مع البابا حول السيادة في روما. بعد إنشاء الدولة البابوية في عام 756، توقفت دوقية روما عن كونها وحدة عاملة، ونادرا ما يُرى "الدوقات الرومان"، الذين يعينهم الباباوات بدلاً من الأباطرة. 

## تاريخ
نظرًا لعدم وجود إشارات سابقة إلى دوقية روما، فمن غير المعروف بالضبط متى تأسست الدولة، ولكن من المرجح أن يكون ذلك في أواخر القرن السابع. كان دوكس روما تابعًا لحاكم رافينا، الذي كان يتمتع بأعلى قوة إمبراطورية في إيطاليا.  داخل الإمارة، كانت المنطقتان الرئيسيتان هما الدولة المحيطة برافينا، حيث كان الحاكم مركز المعارضة البيزنطية لللومبارد، ودوقية روما، والتي شملت جنوب إتروريا شمال نهر التيبر ومنطقة لاطيوم جنوب غاريليانو. (باستثناء كاسينوم وأكينو ).  هناك قاد البابا معارضة اللومبارد. 

### أهمية روما بالنسبة لإيطاليا البيزنطية
تكمن الأهمية الإستراتيجية لدوقية برقة ( ريميني ، بيسرة ، فانو ، سينيجاليا، أنكونة ) ودوقية بيروجيا في قدرتها على الحفاظ على المناطق الواقعة بين رافينا وروما والسيطرة عليها والتواصل معهم على جبال أبينيني . إذا تم كسر هذا الارتباط الاستراتيجي، كان من الواضح أن روما ورافينا لا يمكنهما الوقوف بمفردهما لفترة طويلة.  قطع هذا الشريط الضيق من الأرض الاتصال بين دوقيتي سبوليتو وبنبنت والجزء الرئيسي من أراضي الملك في الشمال. شن اللومبارد عدة هجمات على هذه الجبهة لانتزاع السيطرة على شبه الجزيرة من البيزنطيين. 

### هجمات اللومبارد وزيادة المسؤولية البابوية
في عام 728، استولى الملك اللومباردي ليوتبراند على قلعة سوتري ، التي سيطرت على طريق نيبي السريع على الطريق المؤدي إلى بيروجيا. ومع ذلك، ليوتبراند، بعد أن خففت من توسلات البابا غريغوري الثاني ، أعاد السوترا "كهدية للرسل المباركين بطرس وبولس ". 
أصبح الاعتقاد بأن أرض روما قد دافع عنها الرسل أكثر شيوعًا يومًا بعد يوم. في عام 738، استولى الدوق اللومباردي ترانسموند الثاني ملك سبوليتو على قلعة غلاسه ، التي كانت تحرس الطريق من بيروجيا إلى شمال نيبي. دفع البابا غريغوري الثالث للدوق مبلغًا كبيرًا من المال لاستعادة القلعة له. ثم سعى البابا إلى التحالف مع دوق ترانسموند لحماية نفسه من ليوتبراند. ومع ذلك، غزا ليوتبراند سبوليتو، وحاصر روما، ودمر دوقية روما، واستولى على أربع حصون حدودية مهمة ( بيلرا ، وأورط ، وبومارزو ، وأميليا )، وبالتالي قطع الاتصال مع بيروجيا ورافينا. 
أدى ذلك إلى توجه البابا للمرة الأولى عام 739 إلى مملكة الفرنجة القوية، والتي بدأ الراهب الإنجليزي بونيفاس بنجاح عمله كمبشر في ألمانيا تحت رعايتها. أرسل البابا، بموافقة اليونانيين، مبعوثًا إلى الأمير شارل مارتل ، "عمدة القصر القوي" في مملكة الفرنجة وقائد الفرنجة في معركة تورز الشهيرة، يطلب منه حماية قبر الرسل. رد تشارلز مارتل على المبعوث، معترفًا باستلام الهدايا، لكنه رفض المساعدة ضد اللومبارديين الذين كانوا معه ضد ساراكينوس . 
وعليه قام البابا زكريا ، خليفة غريغوريوس الثالث، بتغيير السياسة التي كانت تتبع من قبل تجاه اللومبارد. تحالف مع لوتبراند، ملك اللومبارد، ضد ترانسموند، دوق سبوليتو، وفي عام 741 استلم أربع قلاع في زيارة شخصية لمعسكر الملك في ترنة . أعاد ليوتبراند أيضًا بعض التركات والغنائم التي استولى عليها اللومبارد. بالإضافة إلى ذلك، أبرم معاهدة سلام لمدة عشرين عاما مع البابا. 
وجدت الدوقيات الآن فرصة من الغارات اللومباردية. هاجم اللومبارديون ربنة ، التي سيطروا عليها سابقًا من 731 إلى 735. لم يكن أمام القائد أفتيخيوس خيار سوى طلب المساعدة من البابا. وافق ليوتبراند بالفعل على أن يجبره زكريا على تسليم جزء كبير من فتوحاته. وكان من الملاحظ أيضًا أن هذه المناطق كانت تدين أيضًا بخلاصها للبابا. فقط بعد وقت قصير من وفاة ليوتبراند عام 744، تمكن زكريا من تأجيل الكارثة إلى أبعد من ذلك 

### سقوط النظام الملكي
في عام 751، سقطت مملكة ربنة في أيدي اللومبارديين، تحت قيادة الملك أيستولف. حاولت روما، بقيادة البابا أسطفان الثاني ، إجراء مفاوضات دبلوماسية مع أيستولف، وعندما فشلت تلك المفاوضات، طلبت من بيبان القصير، ملك الفرنجة، التدخل نيابة عنه.  هزم بيبين اللومبارديين في عام 756 ومنح أراضي دوقية روما بالإضافة إلى الممتلكات اللومباردية السابقة للبابا، فيما يُعرف باسم تبرع بيبين، مما يمثل البداية الحقيقية للدولة البابوية. 